# عصبة ذوي الشعر الأحمر
عصبة ذوي الشعر الأحمر (The Red-Headed League) هي واحدة من 56 قصة قصيرة لشرلوك هولمز من تأليف آرثر كونان دويل. نشرت لأول مرة في مجلة ستراند في اغسطس عام 1891, وقام سيدني بادجيت بانجاز الرسومات المرافقة للقصة.يعتبرها كونان دويل القصة الثانية في قائمته لأفضل اثني عشر قصة لشرلوك هولمز وهي كذلك القصة الثانية في سلسلة مغامرات شرلوك هولمز التي نشرت عام 1892.

## ملخص القصة
يطلب جبيز ويلسون المساعدة من شارلوك هولمز بعد اقدامه على الانضمام لعصبة ذوي الشعر الأحمر، تعود بداية الامر إلى بضعة اسابيع سابقة، حيث قام مساعده الشاب فانسنت سبولدنغ بلفت نظره إلى اعلان مفاده ان كل شخص ذا شعر احمر يستطيع الانضمام إلى «عصبة ذوي الشعر الأحمر» ويستطيع الحصول على 4 جنيهات اسبوعيا، وكانت مهمته الأولى بعد انضمامه إلى هذه العصبة، وقد اوكلها اليه أحد اعضائها ويسمي دونكان روس، تقضي بان يقوم بنسخ صفحات من الموسوعة البريطانية من الساعة العاشرة صباحا إلى الثانية زوالا، وقد شدد عليه روس بخصوص مسالة الانضباط في الوقت وعدم الخروج ابدا خلال ساعات عمله الاربعة إلا إذا اذن له مسبقا بذلك.يسير كل شيء بشكل طبيعي لكن في أحد الايام، وعند ذهابه لانجاز عمله كالعادة، يجد ويلسون ورقة معلقة على الباب تعلم بأنه تم حل عصبة ذوي الشعر الأحمر.تتطور القضية لتصبح أكثر غموضا وتعقيدا، فيقرر ويلسون الذهاب لرؤية شارلوك هولمز وطلب العون منه، خاصة انه لم يدفع له اجره لقاء العمل الذي قام به.يكتشف هولمز ان الاسم الحقيق لدونكان روس هو جون كلاي، وبهذا تمكن هولمز من ايقاف عملية خداع اُعدت ببراعة من طرف جون كلاي وشركائه، ويكتشف كذلك ان جون كلاي هو في الحقيقة فانسنت سبولدنغ.

## الاقتباس
- تم اقتباس إحدى حلقات مسلسل شرلوك هولمز من القصة، والذي اُنتج عام 1951 من طرف قناة بي بي سي، ود قام بدور هولمز الممثل الآن ويتلي.[1]
- تم اقتباس إحدى حلقات المسلسل الأمريكي شرلوك هولمز من القصة والذي اُنتج عام 1954 من بطولة رونالد هوارد.
- تم اقتباس إحدى حلقات مسلسل شرلوك هولمز من القصة، الذي عرض بين 1965 و1968 من إنتاج قناة بي بي سي البريطانية وبطولة دوغلاس ويلمر.[1]
- تم اقتباس إحدى حلقات مسلسل شرلوك هولمز من القصة، الذي عرض بين 1984 و1994 من إنتاج قناة ITV البريطانية وبطولة جيرمي برات.

## الترجمة العربية
- عصبة ذوي الشعر الأحمر، دار الأجيال للنشر.
- عُصبة ذوي الشعر الأحمر، مؤسسة هنداوي، ترجمة صلاح عبد العزيز مفتاح ومراجعة محمد فتحي خضر.
- رابطة ذوي الشعر الأحمر، (ضمن مجموعة مغامرات شيرلوك هولمز) مؤسسة هنداوي، ترجمة أميرة علي عبد الصادق.(مختصرة).